# Prise de La Brielle
Guerre de Quatre-Vingts Ans et guerre de Trente Ans
Batailles
- Chronologie de la guerre de Quatre-Vingts Ans
- Valenciennes
- Austruweel
- Rheindalen
- Heiligerlee
- Jemmingen
- Jodoigne
- Brielle
- 1er Flessingue
- Malines
- Goes
- Mons
- Haarlem
- 2e Flessingue
- Borsele
- Zuiderzee
- Alkmaar
- Leyde
- Reimerswaal
- Mook
- Lillo
- Zierikzee
- 1er Anvers
- 1er Bréda
- Gembloux
- Rijmenam
- 1er Deventer
- Maastricht
- 2e Bréda
- Açores
- 2e Anvers
- 3e Anvers
- Boksum
- Zutphen
- 1er Berg-op-Zoom
- Gravelines
- 3e Bréda
- 2e Deventer
- Groningue
- Huy
- 1er Groenlo1
- 2e Groenlo
- Turnhout
- Nieuport
- Ostende
- L'Écluse
- 3e Groenlo
- Saint-Vincent
- Gibraltar
- Saint-Vincent (1621)
- 2e Berg-op-Zoom
- 4e Bréda
- 4e Groenlo
- Matanzas
- Bois-le-Duc
- Abrolhos
- Slaak
- Maastricht
- 5e Bréda
- Cabañas
- Calloo
- Les Downs
- Saint-Vincent (1641)
- Hulst
- Cavite

La prise de La Brielle (en néerlandais : Den Briel) réfère à la prise sans lutte de la cité de La Brielle, dans les Pays-Bas espagnols par les Gueux de mer (Watergeuzen) le 1er avril 1572, durant la guerre de Quatre-Vingts Ans. Elle provoque la généralisation de la rébellion néerlandaise contre l'Espagne à d'autres cités de Hollande et Zélande.

## Antécédents
Entre 1566 et 1568 se produisent aux Dix-Sept Provinces une série de soulèvements des forces néerlandaises contre le gouvernement espagnol des Pays-Bas. Dans cette phase initiale de la guerre de Quatre-Vingts Ans, les rebelles néerlandais ne cherchent pas l'indépendance vis-à-vis de la couronne espagnole dont le souverain de l'époque est Philippe II, comme cela se produit quelques années après : les soulèvements sont provoqués par les contraintes religieuses catholiques et par les charges fiscales que les autorités espagnoles imposent à la population locale, majoritairement protestante de la branche calviniste.

## Prise de la cité

### Préparation

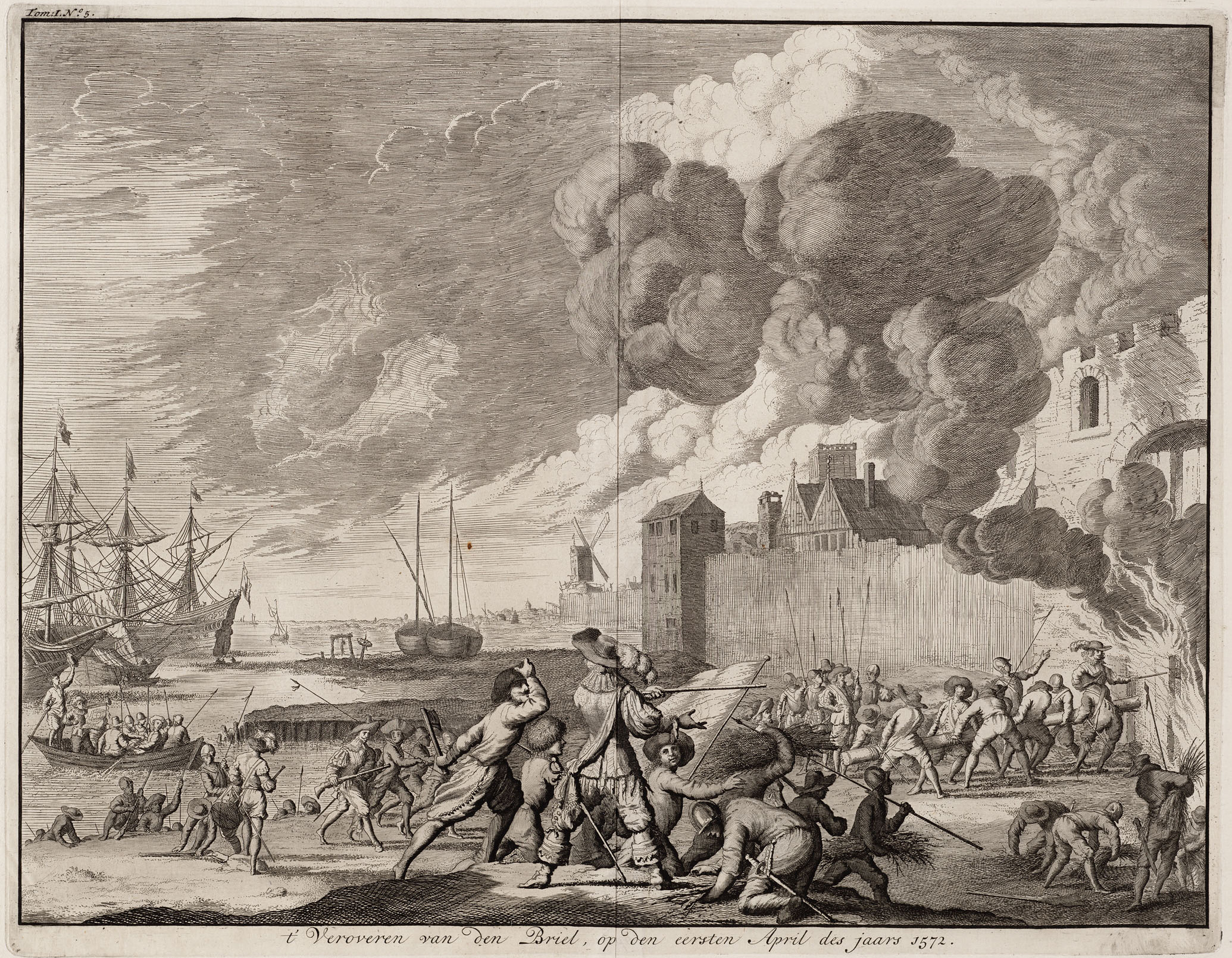
Prise de Brielle par Jan Luyken.

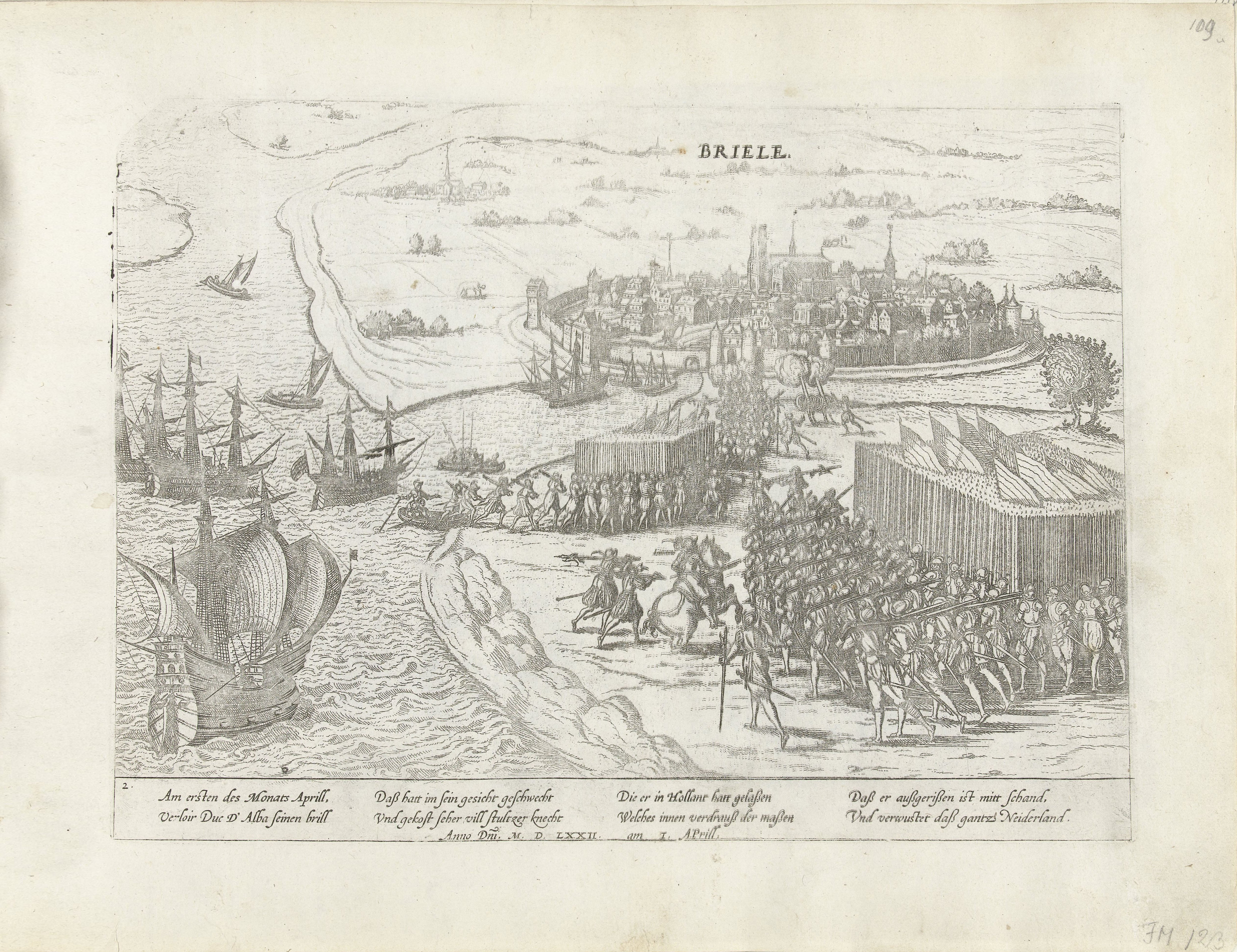
Prise de La Brielle par Frans Hogenberg.

Les Gueux de mer sont conduits par le Liégeois Guillaume II de La Marck, seigneur de Lummen. Ici, Willem Bloys van Treslong et Lenaert Jansz de Graeff étaient ses adjoints,. À la fin de mars, ils partirent de Douvres (Angleterre), expulsés par Élisabeth Ire d'Angleterre, qui interdit de les aider. Avec une flotte de 24 embarcations de diverses tailles et environ 200 hommes, ils mettent le cap vers la Zélande. Poussés par la fatigue et le manque de vivres, ils remontent la Meuse en direction de La Brielle.

### Arrivée
La cité, fortifiée, est peu peuplée et se trouvait sans garnison militaire pour la défendre. Les Gueux de mer divisent leur flotte en deux : pendant que Guillaume II de La Marck approche par le nord, le huguenot français Guillaume Blois de Treslon attaque par le sud. Les habitants, qui en majorité, fuient devant la présence des assaillants, n'opposent aucune résistance et les Gueux de la mer prennent facilement la cité.
Le IIIe duc d'Albe, Ferdinand Alvare de Tolède, à l'époque gouverneur des Pays-Bas espagnols, envoie le comte de Bossu, stathouder de Hollande et Zélande après le renoncement de Guillaume Ier d'Orange-Nassau, avec la mission d'étouffer la rébellion. Bossu lève dix compagnies de la garnison d'Utrecht. Arrivé à La Brielle, ses troupes sont rejetées par les Néerlandais, qui mettent le feu à quelques barques espagnoles, obligeant les forces de Bossu à se retirer vers Rotterdam.

## Conséquences
Militairement, la prise est un affrontement mineur, car la cité n'a aucune garnison à ce moment. L'importance de l'action tient dans le fait qu'elle est la première conquête des forces rebelles néerlandaises durant la guerre qu'elles mènent contre les autorités espagnoles.
Cet événement est célébré chaque 1er avril dès la nuit qui précède : c'est alors la « nuit de la chaux » (kalknacht) où l'on marque les bâtiments à la chaux (de nos jours avec de la peinture blanche). On enseigne aux lycéens néerlandais le jeu de mots (« Brielle » s'écrivant en néerlandais den Brill, et bril = « monocle », tandis que Fles, qui désigne le chenal maritime de Flessingue, signifie aussi « bouteille ») :
| Op 1 april verloor Alva zijn bril Op april zes verloor Alva zijn fles | « le 1er avril, Albe perd son besicle le six d'avril, Albe perd son baril » |

Après la prise de Brielle, d'autres cités de Hollande et Zélande rejoignirent la rébellion. Le 6 avril, les Gueux prirent Flessingue et ensuite Dordrecht et Gorcum, où ils arrêtèrent dix-neuf religieux catholiques qui furent exécutés sans jugement, religieux qui ont été appelés les Martyrs de Gorcum.
L'extension du conflit a entraîné sept ans après la fondation des Provinces-Unies et l'aggravation de la guerre contre l'Empire espagnol, qui se terminera en 1648 avec l'indépendance définitive des Pays-Bas vis-à-vis de la monarchie espagnole.

## Sources
1. ↑  De Opstand 1568-1648: De strijd in de Zuidelijke en Noordelijke Nederlanden, von Arnout van Cruyningen
2. ↑  Chronicles of the Dutch Republic 1567 - 1702, von Albert Valente

- (es) Cet article est partiellement ou en totalité issu de l’article de Wikipédia en espagnol intitulé « Toma de Brielle » (voir la liste des auteurs).